# Super-Cannes
Super-Cannes è un romanzo dello scrittore britannico James Graham Ballard ambientato in un parco tecnologico nel retroterra a nord-est di Cannes, in Costa Azzurra. Racconta la degradazione morale della dirigenza di un parco tecnologico costruito per attrarre l’insediamento di multinazionali, sottoposta a ritmi di lavoro insopportabili.

## Trama
L’ex pilota d’aerei Paul Sinclair, al quale è stato ritirato il brevetto di volo a causa di un incidente in fase di atterraggio, segue la moglie Jane che ha ottenuto un contratto a tempo determinato come pediatra a Eden-Olympia, enclave hi-tech nel retroterra della Costa Azzurra. La donna prende il posto del dottor David Greenwood, morto in circostanze tragiche dopo un raptus omicida che l’ha portato a assassinare a colpi di fucile nove abitanti che conosceva di persona, quasi tutti suoi pazienti.
Roso dal sospetto che la giovane moglie Jane abbia avuto una relazione con Greenwood, Paul scopre subito che alcuni dettagli nella ricostruzione del tragico evento non quadrano con la ricostruzione giudiziaria. I Sinclair hanno infatti ottenuto la stessa casa abitata da Greenwood, dove Paul rinviene bossoli di proiettile mai rilevati dalla polizia.
Messosi alla ricerca della verità, Paul entra in contatto con una serie di personaggi ambigui: l’antipatico psichiatra Wilder Penrose, secondo il quale tutto nella città hi-tech funziona perfettamente; l’addetto alla sicurezza Frank Halder, che accompagna dirigenti delle multinazionali a compiere pestaggi di venditori ambulanti penetrati nel territorio della città, il vicino di casa Delage e la moglie, Pascal Zander responsabile della sicurezza. Poco per volta, mentre la moglie si integra perfettamente nella logica di Eden-Olympia, Paul si intestardisce nel cercare la verità sui fatti di Greenwood, scoperchiando sotto la facciata dell’utopia tecnologica un sottofondo di violenza selvaggia.
Il suo sospetto, dopo aver rinvenuto una lista di pazienti di Greenwood che coincide quasi esattamente con le vittime della sua follia, è che non si sia trattato di un impazzimento improvviso bensì di un’azione preparata razionalmente. Inoltre, i tre ostaggi che Greenwood avrebbe trucidato prima di suicidarsi non sono probabilmente vittima della sua mano. Mentre Jane è al lavoro, Paul si reca a trovare le mogli dei tre ostaggi assassinati, scoprendo che considerano comunque Greenwood un benefattore perché si era preso carico dei loro problemi sindacali con la direzione di Eden-Olympia.
Tutti gli indizi sembrano dimostrare che non si è mai scoperta, o voluta scoprire, la verità. Paul scopre che Greenwood aveva rapporti non solo di lavoro con le sue vittime. C’è qualcosa di sordido sotto l’apparenza pacifica e ordinata di Eden-Olympia, e Paul se ne accorge quando si reca per una serata a Cannes, mentre la moglie rientra sempre più tardi dal lavoro, assorbita dall’etica della città hi-tech. Quasi per caso si imbatte in un russo che l’ha aggredito a casa, scambiandolo per Greenwood, e scopre che è il protettore di alcune prostitute bambine. Mentre si trova in trattativa con l’uomo, proponendosi di togliergli dalle grinfie una undicenne, assiste a un’incursione di uomini in giubbotto di pelle, che si sfogano con violenza su prostitute e protettori. Riconosce alcuni personaggi in vista di Eden-Olympia: il capo della sicurezza cittadina Zander e alti ruoli executive delle aziende. Halder sopraggiunge e lo salva dal rischio di un pestaggio. Da lui Paul viene a sapere che alcuni personaggi in vista della città di organizzano in squadre punitive e utilizzano la violenza come metodo terapeutico, a presunto scopo morale, dietro indicazione del dottor Penrose.
Halder accetta di accompagnare Paul Sinclair in un sopralluogo per ricostruire il tragitto omicida di Greenwood. La tesi di Paul è che quelli che sono stati indicati come ostaggi siano in realtà suo complici, eliminati brutalmente dopo i fatti. Con il beneplacito del responsabile alla sicurezza di Eden-Olympia, i due si recano in tutti i luoghi visitati dall’assassino il giorno del delitto: ambulatori medici, palestre, uffici. Halder non smentisce i sospetti che le vittime di Greenwood fossero spacciatori di droga, pedofili e filonazisti, emersa nel corso del sopralluogo. Quando Paul gli fa rilevare l’impossibilità che dopo l’ultimo, fallito omicidio, Greenwood sia riuscito a raggiungere il garage di casa propria e uccidere i tre ostaggi, Halder confessa che il pediatra è stato ucciso dal servizio d’ordine dopo essersi arreso. Anzi, è stato ordinato a lui, ultimo arrivato, di ucciderlo; per questo non potrà mai perdonare Eden-Olympia. A modo suo, Halder vuoel vendicarsi.
Paul Sinclair viene avvicinato da Frances Baring, un’agente immobiliare di Eden-Olympia, che è stata anche amante di Paul Greenwood. Mentre sua moglie Jane è sempre più distante, e inizia una relazione ambigua con la vicina di casa, Paul cade nella rete che gli tende Frances. Una sera, mentre accompagna Frances a Port-la-Galère per un sopralluogo in una proprietà in vendita, assistono a una violenta rapina: un gruppo di uomini in giubbotto di pelle fa irruzione in una vicina villa e ruba uno stock di pellicce usate per un servizio pubblicitario da una troupe giapponese.
Paul intuisce che si tratta di una delle squadre di dirigenti di Eden-Olympia che trovano nella violenza un metodo per sfogare le tensioni. Affronta Wilder Penrose e scopre che è davvero lui a consigliare ai suoi pazienti la terapia della violenza: ha infatti osservato che le numerose patologie di cui soffrivano i dirigenti in precedenza, sono completamente scomparse da quando si sono organizzati in una squadra di teppisti.
La polizia francese tollera le incursioni perché Eden-Olympia è una potenza nell’economia locale, e inoltre sono dirette contro emarginati che vivono al limite della legalità. In un momento di lucidità, sentendo il veleno che la città hi-tech ha insinuato dentro di loro, Jane decide di fare le valigie e tornare in Inghilterra con il marito, ma il sentimento dura poco. Diversi mesi più tardi, nel corso del festival del cinema, i due sono ancora a Cannes. Paul ha una relazione con Frances Baring, mentre Jane, che ha cominciato a assumere eroina per sopportare gli impossibili ritmi di lavoro di Eden Olympia, è caduta nel triangolo di Delage e sua moglie Simone. I due la spingono praticamente tra le braccia di Pascal Zander, il corrotto responsabile ad interim della sicurezza, che tenta di violentarla nel corso di una festa.
Più tardi, la notte stessa, Paul e Frances vengono inseguiti in auto da Zander, che a sua volta diviene preda di due autovetture di grossa cilindrata. Raggiunto lungo la strada costiera, Zander viene gettato fuori strada e muore sulla spiaggia. Sceso dall’auto, Paul si rende conto che a bordo delle auto inseguitrici c’è anche sua moglie.
La morte di Zander provoca una crisi in Frances. La donna confessa a Paul di essere stata lei a indurlo a seguirli, non sapendo che sarebbe caduto in una trappola. Adesso Frances vuole che tutta la verità sulla corruzione a Eden-Olympia venga portata davanti a un magistrato. Ammette che Greenwood non ha avuto un attacco di follia, bensì ha progettato scientemente l’eliminazione fisica dei peggiori elementi della città, quelli che secondo lui erano socialmente pericolosi. Tutto è iniziato dallo psichiatra Wilder Penrose e dalle sue teorie sulla necessità della violenza.
Iniziano intanto i lavori di Eden II, una seconda città ancora più grande della precedente. Paul Sinclair teme l’effetto devastante che la teoria della violenza di Penrose possa avere su una quantità di manager frustrati e senza tempo libero; vorrebbe tornare a Londra, ma Jane è troppo integrata nel suo ambiente lavorativo.
All’improvviso la situazione precipita: Paul scopre Frances Baring assassinata nel suo appartamento di Marina Baie-des-Anges, in modo che lui sia incolpato del delitto. Viene salvato da Frank Halder, che ha i suoi motivi per desiderare la caduta dei nuovi responsabili alla sicurezza della città. Paul si decide per il gesto estremo, in continuità con l’esasperazione di Greenwood: si procura un’arma e decide di uccidere i responsabili del degrado della moglie, e dell’inferno che potrebbe diventare Eden II:
Il romanzo si chiude con il suo proposito di provocare l’attenzione generale su quanto accade e potrebbe accadere in futuro sulla Costa Azzurra, mediante un gesto estremo compiuto davanti al circuito mediatico, e dopo avere messo in salvo tramite Frank Halder la moglie su un volo per Londra.

## Edizioni
- J. G. Ballard, Super-Cannes, Feltrinelli, 2002, ISBN 9788807817137.